# Mont Iliamna
Pour les articles homonymes, voir Iliamna.
Le mont Iliamna, en anglais Mount Iliamna, est un volcan des États-Unis situé en Alaska, dans le parc national et réserve nationale de Lake Clark.

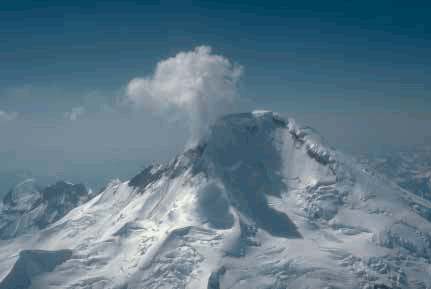
Vue du mont Iliamna avec un panache volcanique.